# Palle Kjærulff-Schmidt
Palle Kjærulff-Schmidt (7 de julio de 1931 – 14 de marzo de 2018) fue un director de cine y guionista danés. Dirigió 32 películas entre 1957 y 1995. Su película de 1964 To fue presentada en el Festival Internacional de Cine de Berlín de 1965. Dos años después, su película Historien om Barbara también fue presentada en la  Berlinale de 1967.
En 1965 coprodujo el film 4x4 que fue presentado en el  Festival de Cine de Moscú de 1965.
Kjærulff-Schmidt murió el 14 de marzo de 2018 después de una corta enfermedad a la edad de 86 años.

## Filmografía seleccionada
- Bundfald (1957)
- To (1964)
- 4x4 (1965)
- Der var engang en krig (1966)
- Historien om Barbara (1967)
- Tukuma (1984)